# زيزفورة متقطعة
زيزفورة متقطعة (الاسم العلمي:Ziziphora interrupta) هي نوع من النباتات يتبع جنس الزيزفورة من الفصيلة الشفوية.